# 브라이언 G. 허튼
브라이언 G. 허튼(Brian G. Hutton, 1935년 1월 1일 ~ 2014년 8월 19일)은 미국의 배우이자 영화 감독이다. 액션 영화 독수리 요새 (영화)와 켈리의 영웅들에 기여한 것으로 알려져 있다.

## 참여 작품
- 오케이 목장의 결투 (영화) - 배우
- 킹 크리올 - 배우
- 건 힐의 결투 - 배우
- 독수리 요새 (영화) - 감독
- 켈리의 영웅들 - 감독